# Semiomphalina leptoglossoides
Semiomphalina leptoglossoides är en lavart som först beskrevs av Corner, och fick sitt nu gällande namn av Redhead 1984. Semiomphalina leptoglossoides ingår i släktet Semiomphalina och familjen Hygrophoraceae.   Inga underarter finns listade i Catalogue of Life.